# Дезоксипипрадрол
Дезоксипипрадро́л, также известный как 2-дифенилметилпиперидин (2-DPMP) — лекарственное средство.

## История
Дезоксипипрадрол был разработан фармацевтической компанией CIBA (ныне Novartis) в 1950-х годах как препарат для лечения нарколепсии и СДВГ. Однако, дальнейшее изучение препарата было остановлено, когда та же компания разработала препарат метилфенидат. Метилфенидат был выбран более подходящим средством для лечения СДВГ из-за более короткого действия. Вскоре компания также представила новую разработку, препарат пипрадрол. Пипрадрол был выбран более подходящим средством для лечения депрессии и нарколепсии, чем дезоксипипрадрол из-за своего более направленного действия. В медицине дезоксипипрадрол так и не стал широко использоваться.

## Действие
По мнениям пользователей препарата, дезоксипипрадрол позволяет бороться с депрессией и СДВГ. Некоторые пользователи сообщают, что препарат придает сил и энергии, однако документально это не подтверждено. Препарат имеет более длительный период полураспада, чем пипрадрол и метилфенидат, и поэтому некоторые пользователи предпочитают использовать именно его, так как отпадает необходимость использовать препарат несколько раз в день. Достоверных сведений о физической или психологической зависимости от дезоксипипрадрола на данный момент нет.

## Правовой статус
В настоящий момент дезоксипипрадрол не является запрещенным к обороту средством ни в одной из стран мира.
Дезоксипипрадол введён в 1 список Перечня наркотических средств, психотропных веществ и их прекурсоров, подлежащих контролю в Российской Федерации как (пиперидин-2-ил)дифенилметан Постановлением Правительства РФ от 06.10.2011 № 822